# Cơ học lượng tử

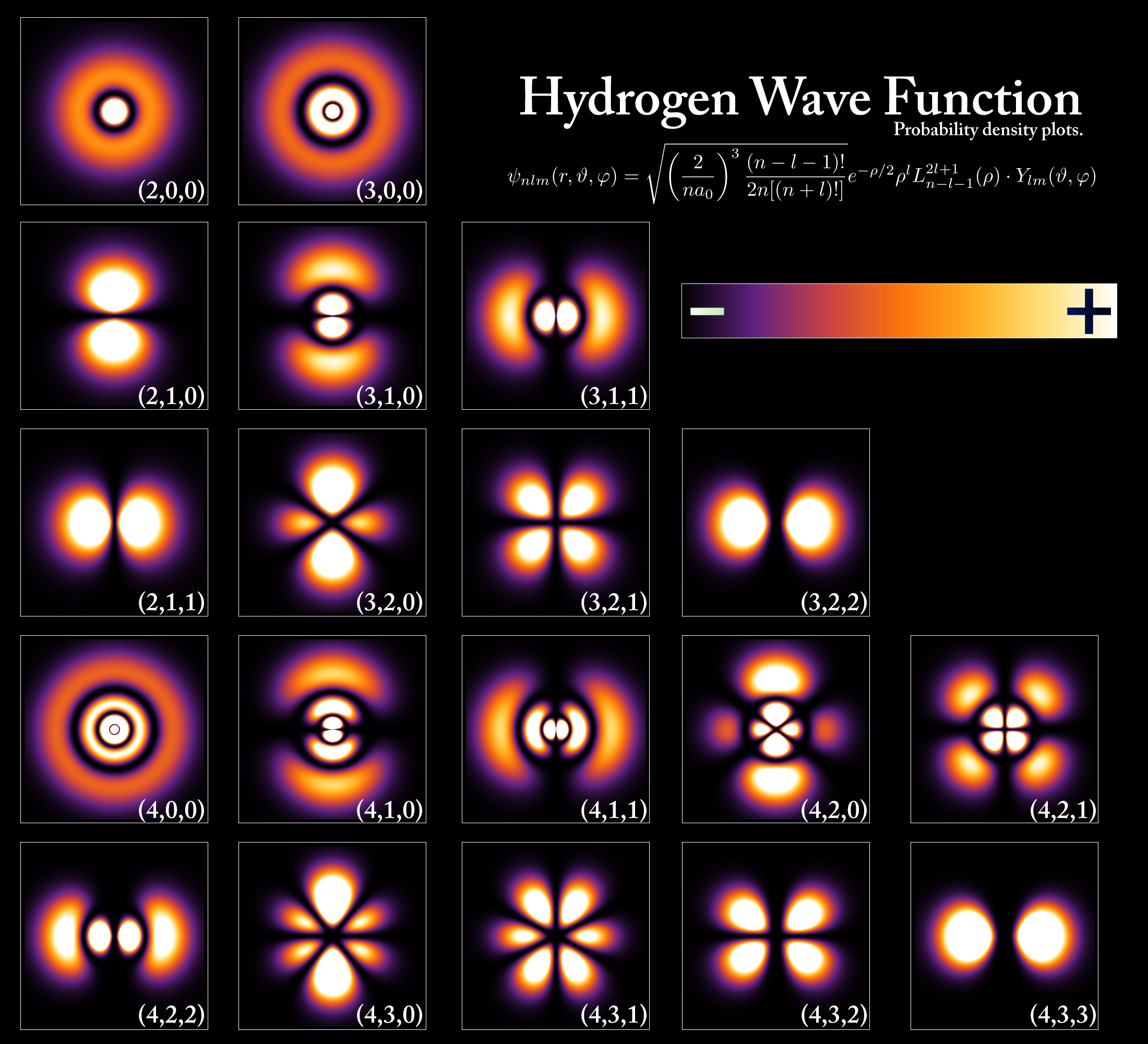
Các hàm sóng của electron trong một nguyên tử hydro tại các mức năng lượng khác nhau. Cơ học lượng tử không dự đoán chính xác vị trí của một hạt trong không gian, nó chỉ tính ra giá trị xác suất có thể tìm thấy hạt tại các vị trí khác nhau. Các vùng sáng màu hơn minh họa xác suất tìm thấy electron cao hơn.

Cơ học lượng tử (tiếng Anh: quantum mechanics) là một lý thuyết cơ bản trong vật lý học miêu tả lại các tính chất vật lý của tự nhiên ở cấp độ nguyên tử hay ở hạt hạ nguyên tử.:1.1 Nó là cơ sở của mọi lý thuyết vật lý lượng tử bao gồm hóa học lượng tử, lý thuyết trường lượng tử, công nghệ lượng tử và khoa học thông tin lượng tử.
Vật lý cổ điển, nơi tổng hợp những lý thuyết sẵn có trước khi cơ học lượng tử ra đời, miêu tả nhiều khía cạnh của tự nhiên ở cấp độ thông thường (vĩ mô), nhưng không phù hợp để giải thích các khía cạnh của tự nhiên ở cấp độ vi mô (phân tử, nguyên tử và nhỏ hơn nguyên tử). Hầu hết các lý thuyết trong vật lý cổ điển có thể thu được từ cơ học lượng tử thông qua xấp xỉ ở quy mô lớn (vĩ mô).
Cơ học lượng tử khác với cơ học cổ điển ở chỗ năng lượng, động lượng, mô men động lượng, và các đại lượng khác của một hệ đóng nhận các giá trị rời rạc (lượng tử hóa); các thực thể mang cả đặc trưng của hạt lẫn của sóng (lưỡng tính sóng hạt); và có những giới hạn về tính toán xác định độ chính xác của đại lượng vật lý trước mỗi phép đo đại lượng đó, cho bởi một tập hợp đầy đủ các điều kiện ban đầu (nguyên lý bất định).
Cơ học lượng tử dần dần xuất hiện từ các học thuyết giải thích cho những quan sát thực nghiệm mà vật lý cổ điển không miêu tả được, như lời giải của Max Planck năm 1900 cho vấn đề về bức xạ vật đen, hay mối liên hệ giữa năng lượng và tần số tương ứng trong bài báo năm 1905 của Albert Einstein nhằm giải thích hiệu ứng quang điện. Những nỗ lực ban đầu để nhận thức các hiện tượng vi mô, mà hiện nay gọi là "thuyết lượng tử cũ", đã dẫn đến sự phát triển đầy đủ của cơ học lượng tử vào giữa thập niên 1920 bởi Niels Bohr, Erwin Schrödinger, Werner Heisenberg, Max Born và những nhà khoa học khác. Lý thuyết hiện đại được hình thành và miêu tả bằng nhiều mô hình toán học đặc trưng. Một trong những mô hình này, một khái niệm toán học gọi là hàm sóng chứa đựng thông tin, dưới dạng các biên độ xác suất, về kết quả các phép đo năng lượng, động lượng và các tính chất vật lý khác của hạt.

## Tổng quan
Cơ học lượng tử cho phép tính toán các tính chất và hành vi của các hệ thống vật lý. Nó thường được áp dụng cho các hệ thống vi mô: phân tử, nguyên tử và các hạt hạ nguyên tử. Nó đã được chứng minh là có thể miêu tả đúng cho các phân tử phức tạp chứa hàng nghìn nguyên tử, nhưng ứng dụng của nó đối với con người làm nảy sinh những vấn đề mang tính triết học, chẳng hạn như thí nghiệm tưởng tượng người bạn của Wigner, và ứng dụng của nó đối với toàn thể vũ trụ vẫn chỉ là suy đoán. Các dự đoán của cơ học lượng tử đã được kiểm chứng bằng thực nghiệm với độ chính xác cực cao.
Đặc điểm cơ bản của lý thuyết đó là nó không thể dự đoán một cách chắc chắn điều gì sẽ xảy ra mà chỉ đưa ra xác suất cho mỗi khả năng. Về mặt toán học, xác suất được tìm bằng cách lấy bình phương của giá trị tuyệt đối của một số phức, được gọi là biên độ xác suất. Đây được gọi là quy tắc Born, quy tắc được đặt theo tên của nhà vật lý Max Born. Ví dụ, một hạt lượng tử như electron có thể được mô tả bằng một hàm sóng, hàm liên kết với mỗi điểm trong không gian tương ứng một biên độ xác suất. Áp dụng quy tắc Born cho các biên độ này sẽ cho một hàm mật độ xác suất cho vị trí mà electron sẽ được tìm thấy khi một thí nghiệm được thực hiện để đo nó. Đây là điều tốt nhất mà lý thuyết có thể làm được; nó không thể xác định chắc chắn nơi electron sẽ được tìm thấy. Phương trình Schrödinger liên hệ tập hợp các biên độ xác suất liên quan đến một thời điểm với tập hợp các biên độ xác suất liên quan đến một thời điểm khác.
Một hệ quả của các quy tắc toán học của cơ học lượng tử là sự cân bằng về khả năng dự đoán giữa các đại lượng có thể đo lường khác nhau. Dạng nổi tiếng nhất của nguyên lý bất định này cho rằng bất kể một hạt lượng tử được chuẩn bị như thế nào hoặc các thí nghiệm được sắp xếp cẩn thận như thế nào, thì không thể đồng thời dự đoán chính xác được kết quả phép đo vị trí của hạt và kết quả phép đo động lượng của nó.
Một hệ quả khác của các quy tắc toán học của cơ học lượng tử là hiện tượng giao thoa lượng tử, thường được minh họa bằng thí nghiệm hai khe. Trong dạng cơ bản của thí nghiệm này, một nguồn sáng kết hợp, chẳng hạn như chùm tia laser, chiếu sáng qua hai khe hẹp song song trên một tấm và ánh sáng đi qua các khe được quan sát trên một màn hình đặt phía sau tấm.:1.1–1.8:102–111 Bản chất sóng của ánh sáng làm cho các sóng ánh sáng đi qua hai khe giao thoa, tạo ra các dải sáng và tối trên màn – một kết quả không thể có được nếu ánh sáng có thành phần là các hạt cổ điển. Tuy vậy, trên màn chắn ánh sáng luôn bị hấp thụ tại các điểm rời rạc, dưới dạng các hạt riêng lẻ chứ không phải là sóng; hình ảnh giao thoa xuất hiện thông qua mật độ thay đổi của các hạt va chạm vào màn. Hơn nữa, nếu đặt các máy dò tại ngay sau các khe thì mỗi photon được phát hiện sẽ đi qua chỉ một khe (giống như một hạt cổ điển), và không đi qua cả hai khe (như một sóng).:109 Song, các thí nghiệm này cũng chứng tỏ, các hạt sẽ không hình thành vân giao thoa nếu máy dò thu được chúng đi qua khe hẹp nào. Những thực thể ở cấp độ nguyên tử khác, như electron, cũng được phát hiện có hành xử tương tự khi bắn các electron qua hai khe hẹp. Đặc điểm này được gọi là lưỡng tính của sóng hạt.
Một hiện tượng phản trực giác khác được dự đoán bởi cơ học lượng tử là sự xuyên hầm lượng tử: một hạt có thể đi qua một hàng rào hố thế, ngay cả khi động năng của nó nhỏ hơn thế năng của hố. Trong cơ học cổ điển hiện tượng này không thể xảy ra. Sự xuyên hầm lượng tử có một vài hệ quả quan trọng: chẳng hạn, nó cho phép giải thích hiện tượng phân rã phóng xạ, phản ứng tổng hợp hạt nhân bên trong các sao, và các ứng dụng khác như kính hiển vi quét xuyên hầm và diode tunnel.
Khi các hệ lượng tử tương tác, kết quả có thể dẫn đến hiệu ứng rối lượng tử: các thuộc tính của chúng trở nên gắn bó với nhau đến mức không còn có thể mô tả tổng thể theo từng phần riêng lẻ nữa. Erwin Schrödinger gọi sự vướng víu là "... đặc điểm đặc trưng của cơ học lượng tử, đặc điểm bắt buộc nó hoàn toàn tách khỏi các dòng tư tưởng cổ điển". Vướng víu lượng tử cho phép các tính chất phản trực giác như trong lý thuyết trò chơi giả lượng tử (quantum pseudo-telepathy), và là một nguồn đặc điểm vô giá trong các giao thức truyền thông, như phân bố chìa khóa lượng tử trong lý thuyết thông tin lượng tử. Trái ngược với quan niệm sai lầm phổ biến, hiệu ứng vướng víu lượng tử không cho phép gửi tín hiệu nhanh hơn ánh sáng, như được chứng minh bởi định lý không thể liên lạc (no-communication theorem).
Một khả năng khác mở ra bởi sự vướng víu lượng tử đó là thực hiện kiểm nghiệm "lý thuyết biến ẩn", các tính chất giả thuyết cơ bản hơn các đại lượng được miêu tả trong chính thuyết lượng tử, mà những hiểu biết liên quan cho phép các dự đoán chính xác hơn so với thuyết lượng tử có thể đưa ra. Tập hợp các kết quả, quan trọng nhất là định lý Bell, đã chứng minh rằng các lớp lý thuyết biến ẩn như vậy trên thực tế không tương thích với vật lý lượng tử. Theo định lý Bell, nếu tự nhiên thực sự hoạt động tuân theo một lý thuyết biến ẩn cục bộ nào, thì các kết quả của một thí nghiệm Bell sẽ bị ràng buộc theo một cách đặc biệt, định lượng được. Nhiều thí nghiệm Bell đã được thực hiện, sử dụng các hạt vướng víu, và chúng cho kết quả không tương thích với các ràng buộc áp đặt bởi các biến ẩn cục bộ.
Không thể trình bày các khái niệm này một cách sâu sắc hơn mà không đưa ra giới thiệu các định nghĩa toán học liên quan; để hiểu cơ học lượng tử đòi hỏi không chỉ nắm được các phép toán trên các số phức, mà còn có đại số tuyến tính, phương trình vi phân, lý thuyết nhóm, và các chủ đề toán học cao cấp khác. Theo đó, bài viết này sẽ trình bày một khuôn khổ toán học của cơ học lượng tử và đưa ra các ứng dụng của nó ở một số ví dụ hữu ích và đã được nghiên cứu.

## Khuôn khổ toán học
Trong khuôn khổ toán học chặt chẽ của cơ học lượng tử, trạng thái của một hệ cơ học lượng tử là một vectơ {\displaystyle \psi } trong một không gian Hilbert phức (tách được) {\displaystyle {\mathcal {H}}}. Vectơ này được chuẩn hóa dưới phép toán tích vô hướng của không gian Hilbert, nghĩa là nó thỏa mãn {\displaystyle \langle \psi ,\psi \rangle =1}, và nó được xác định rõ theo một số phức có mô đun bằng 1 (trạng thái toàn cục), tức là {\displaystyle \psi } và {\displaystyle e^{i\alpha }\psi } biểu diễn cùng một hệ vật lý. Nói cách khác, các trạng thái khả dĩ là các điểm trong không gian xạ ảnh của không gian Hilbert, thường gọi là không gian xạ ảnh phức. Bản chất chính xác của không gian Hilbert này phụ thuộc vào hệ – chẳng hạn, để miêu tả vị trí và xung lượng không gian Hilbert là không gian hàm phức bình phương khả tích (square-integrable function) {\displaystyle L^{2}(\mathbb {C} )}, trong khi không gian Hilbert cho spin của một proton đơn lẻ chỉ đơn giản là không gian vectơ phức hai chiều {\displaystyle \mathbb {C} ^{2}} được trang bị một tích vô hướng thông thường.
Các đại lượng vật lý quan tâm – vị trí, xung lượng, năng lượng, spin – được biểu diễn bằng các đại lượng quan sát được, gọi là các toán tử tuyến tính Hermit (chính xác hơn, toán tử tự liên hợp) tác dụng trên không gian Hilbert. Một trạng thái lượng tử là một vectơ riêng của một đại lượng quan sát được, trong trường hợp nó được gọi là trạng thái riêng, và giá trị riêng đi kèm tương ứng với giá trị của đại lượng quan sát được trong trạng thái riêng đó. Tổng quát hơn, một trạng thái lượng tử sẽ là tổ hợp tuyến tính của các trạng thái riêng, hay gọi là chồng chập lượng tử. Khi một đại lượng quan sát được được đo, kết quả đo sẽ là một trong các giá trị riêng của nó với xác suất cho bởi quy tắc Born: trong trường hợp đơn giản nhất giá trị riêng {\displaystyle \lambda } không suy biến và xác suất được cho bởi {\displaystyle |\langle {\vec {\lambda }},\psi \rangle |^{2}}, với {\displaystyle {\vec {\lambda }}} là vectơ riêng kết hợp của nó. Trong trường hợp tổng quát, giá trị riêng là suy biến và xác suất được cho bởi {\displaystyle \langle \psi ,P_{\lambda }\psi \rangle }, với {\displaystyle P_{\lambda }} là toán tử hình chiếu trên không gian riêng tương ứng của nó. Trong trường hợp liên tục, các công thức này thay vào đó sẽ cho mật độ xác suất.
Sau khi thực hiện phép đo, nếu nhận được kết quả {\displaystyle \lambda }, thì trạng thái lượng tử được cho là suy sập thành {\displaystyle {\vec {\lambda }}} trong trường hợp không suy biến, hoặc thành {\displaystyle P_{\lambda }\psi /{\sqrt {\langle \psi ,P_{\lambda }\psi \rangle }}} trong trường hợp tổng quát. Bản chất xác suất của cơ học lượng tử do vậy có nguồn gốc từ tác động của phép đo. Đây là một trong những khía cạnh khó hiểu nhất của cơ học lượng tử. Nó là chủ đề trung tâm trong cuộc tranh luận Bohr–Einstein nổi tiếng, khi hai nhà vật lý học cố gắng hiểu rõ những nguyên lý cơ bản này bằng các thí nghiệm tưởng tượng. Trong hàng thập kỷ kể từ khi hình thành cơ học lượng tử, câu hỏi về cái gì tạo lên một "phép đo" đã được nghiên cứu rộng rãi. Các giải thích mới về cơ học lượng tử đã được đưa ra theo cách khác so với quan điểm "suy sập hàm sóng" (ví dụ như cách giải thích đa thế giới). Ý tưởng cơ bản đó là khi một hệ lượng tử tương tác với một thiết bị đo, hàm sóng tương ứng của nó trở lên vướng víu do đó hệ lượng tử ban đầu mất đi sự tồn tại như là một thực thể độc lập. Về chi tiết, xem bài viết về phép đo trong cơ học lượng tử.
Sự tiến triển theo thời gian của một hệ lượng tử được miêu tả bằng phương trình Schrödinger:
{\displaystyle i\hbar {\frac {d}{dt}}\psi (t)=H\psi (t).}
Ở đây {\displaystyle H} là toán tử Hamilton, đại lượng quan sát được tương ứng với tổng năng lượng của hệ, và {\displaystyle \hbar } là hằng số Planck thu gọn. Hằng số {\displaystyle i\hbar } được đưa ra sao cho toán tử Hamilton trong cơ học lượng tử trở thành toán tử Hamilton cổ điển trong trường hợp hệ lượng tử có thể xấp xỉ bằng một hệ cổ điển; với khả năng có thể thực hiện được những phép xấp xỉ như thế trong một số giới hạn nhất định được gọi là nguyên lý tương ứng.
Nghiệm của phương trình vi phân tuyến tính trên được cho bởi:
{\displaystyle \psi (t)=e^{-iHt/\hbar }\psi (0).}
Toán tử {\displaystyle U(t)=e^{-iHt/\hbar }} được gọi là toán tử tiến triển theo thời gian, và nó có một tính chất quan trọng đó là tính unita. Sự tiến triển thời gian này là tất định theo nghĩa – khi cho một trạng thái lượng tử ban đầu {\displaystyle \psi (0)} – có thể dự đoán được cụ thể trạng thái lượng tử {\displaystyle \psi (t)} ở thời gian bất kỳ sau đó.

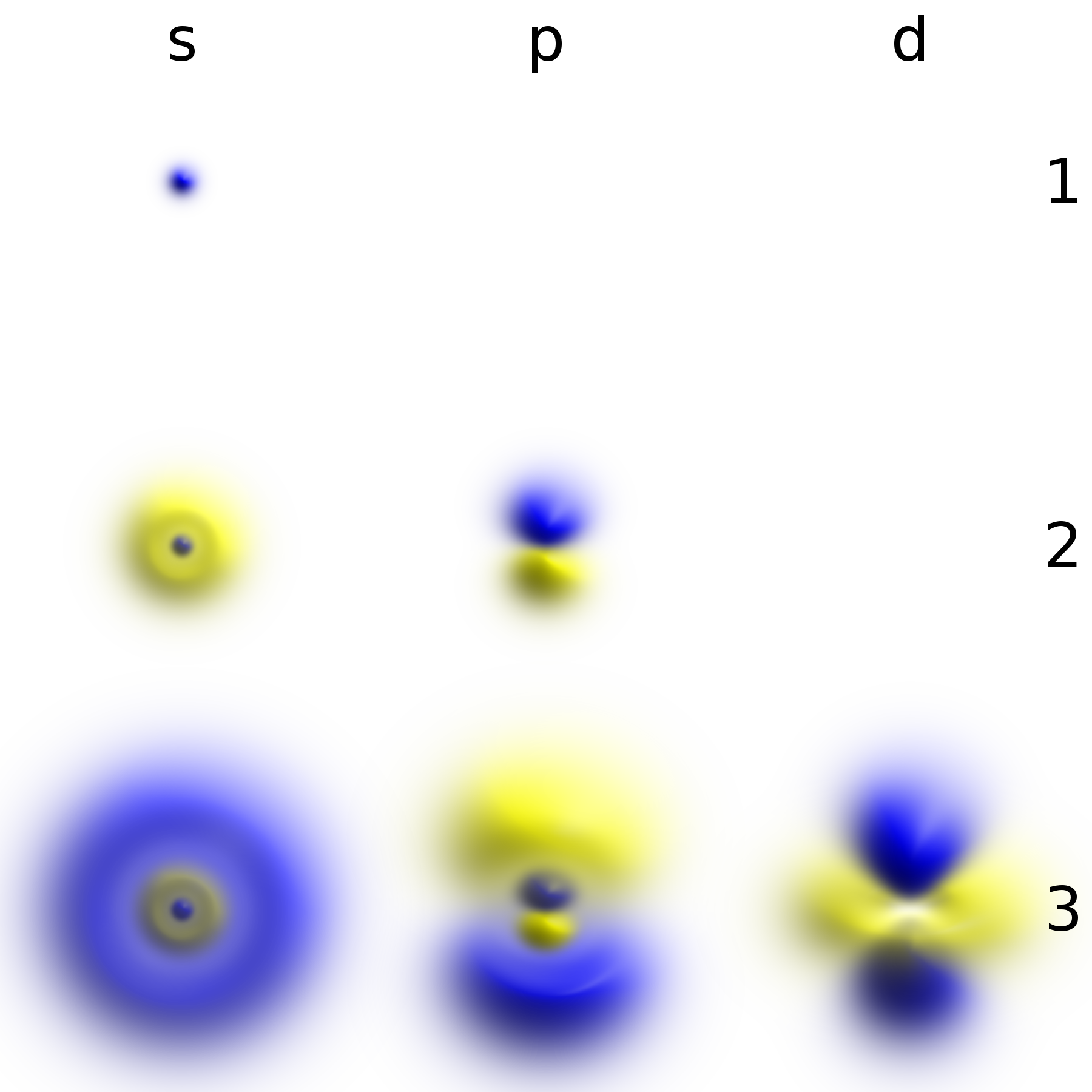
Hình 1: Các mật độ xác suất tương ứng với các hàm sóng của một electron trong một nguyên tử hydro có các mức năng lượng xác định (tăng từ phía trên của hình xuống bên dưới: n = 1, 2, 3, ...) và mô men động lượng (tăng từ trái qua phải: s, p, d, ...). Các vùng đậm hơn tương ứng với mật độ xác suất cao hơn khi thực hiện phép đo vị trí. Các hàm sóng giống với các hình ảnh dao động Chaladni của các nốt âm thanh trong vật lý cổ điển, thể hiện rõ các mức năng lượng và do vậy một tần số cụ thể. Mô men động lượng và năng lượng bị lượng tử hóa và chỉ nhận các giá trị rời rạc như trong hình (giống như trường hợp các tần số cộng hưởng trong âm học)

Một số hàm sóng có phân bố xác suất độc lập với thời gian, như trạng thái riêng của Hamiltonian. Nhiều hệ có tính động lực trong cơ học cổ điển được miêu tả bằng những hàm sóng tĩnh như thế. Ví dụ, một electron ở trạng thái bình thường trong nguyên tử được hình dung theo cách cổ điển như là một hạt chuyển động tròn trên quỹ đạo quanh hạt nhân nguyên tử, trong khi đó ở cơ học lượng tử, nó được miêu tả bằng một hàm sóng tĩnh (không phụ thuộc thời gian) bao quanh hạt nhân. Ví dụ, hàm sóng cho electron đối với một nguyên tử hydro ở trạng thái bình thường là một hàm đối xứng cầu gọi là orbital s (Hình 1).
Có ít các nghiệm giải tích của phương trình Schrödinger được biết một cách chính xác, chúng chủ yếu là nghiệm của các mô hình Hamilton tương đối đơn giản bao gồm dao động tử điều hòa lượng tử (quantum harmonic oscillator), hạt trong một hộp, cation hydro phân tử, và nguyên tử hydro. Ngay cả với nguyên tử heli – mà chỉ chứa có hai electron – hiện vẫn chưa có nghiệm giải tích chính xác miêu tả cho hệ này.
Tuy vậy đã có những kỹ thuật để tìm các nghiệm xấp xỉ. Một phương pháp gọi là lý thuyết nhiễu loạn, sử dụng kết quả giải tích của một một hình cơ học lượng tử đơn giản nhằm tạo ra kết quả cho những mô hình liên quan phức tạp hơn (chẳng hạn) bằng cách thêm vào một thế năng yếu. Một phương pháp khác gọi là "phương trình chuyển động bán cổ điển", áp dụng cho các hệ mà cơ học lượng tử chỉ tạo ra những chênh lệch nhỏ so với hệ cổ điển. Những chênh lệch nhỏ này khi ấy có thể được tính từ những chuyển động cổ điển. Cách tiếp cận này đặc biệt quan trọng trong lý thuyết hỗn loạn lượng tử (quantum chaos).

### Nguyên lý bất định
Một hệ quả cơ bản của hình thức luận cơ bản cơ học lượng tử đó là nguyên lý bất định. Trong dạng quen thuộc nhất, nguyên lý phát biểu rằng không có sự chuẩn bị nào của một hạt lượng tử có thể cho phép dự đoán chính xác đồng thời kết quả đo vị trí và kết quả đo động lượng của hạt. Cả vị trí và động lượng là những đại lượng quan sát được, có nghĩa rằng chúng được biểu diễn bởi các toán tử Hermit. Hai toán tử vị trí {\displaystyle {\hat {X}}} và toán tử xung lượng {\displaystyle {\hat {P}}} không có tính chất giao hoán, nhưng thỏa mãn hệ thức giao hoán tử chính tắc:
{\displaystyle [{\hat {X}},{\hat {P}}]=i\hbar .}
Đối với một trạng thái lượng tử, quy tắc Born cho phép chúng ta tính được các giá trị kỳ vọng của cả {\displaystyle X} và {\displaystyle P}, và đối với cả lũy thừa của chúng. Định nghĩa độ bất định của một biến quan sát được bằng độ lệch chuẩn, chúng ta có:
{\displaystyle \sigma _{X}={\sqrt {\langle {X}^{2}\rangle -\langle {X}\rangle ^{2}}},}
và tương tự cho xung lượng:
{\displaystyle \sigma _{P}={\sqrt {\langle {P}^{2}\rangle -\langle {P}\rangle ^{2}}}.}
Nguyên lý bất định phát biểu rằng
{\displaystyle \sigma _{X}\sigma _{P}\geq {\frac {\hbar }{2}}.}
Về nguyên tắc độ lệch chuẩn có thể nhỏ tùy ý nhưng không thể đồng thời cả hai. Bất đẳng thức này được tổng quát hóa cho một cặp toán tử tự liên hợp bất kỳ {\displaystyle A} và {\displaystyle B}. Giao hoán tử của hai toán tử này là:
{\displaystyle [A,B]=AB-BA,}
và nó đặt ra giới hạn dưới cho tích của các độ lệch chuẩn:
{\displaystyle \sigma _{A}\sigma _{B}\geq {\frac {1}{2}}\left|\langle [A,B]\rangle \right|.}
Một hệ quả khác của hệ thức giao hoán tử chính tắc là các toán tử vị trí và xung lượng là các biến đổi Fourier của nhau, do vậy sự mô tả một đối tượng theo xung lượng của nó là một biến đổi Fourier của mô tả theo vị trí của nó. Thực tế là sự phụ thuộc vào xung lượng là biến đổi Fourier của sự phụ thuộc vào vị trí có nghĩa rằng toán tử xung lượng tương đương (đúng đến số hạng {\displaystyle i/\hbar }) để lấy đạo hàm theo vị trí, do trong giải tích Fourier phép toán vi phân tương ứng với phép nhân trong không gian đối ngẫu. Điều này giải thích tại sao trong các phương trình lượng tử trong không gian vị trí, xung lượng {\displaystyle p_{i}} được thay thế bởi {\displaystyle -i\hbar {\frac {\partial }{\partial x}}}, và đặc biệt trong phương trình Schrödinger phi tương đối tính trong không gian vị trí số hạng bình phương xung lượng được thay thế bằng phép nhân với toán tử Laplace {\displaystyle -\hbar ^{2}}.

### Hệ tổ hợp và rối lượng tử
Khi xem xét cùng nhau hai hệ lượng tử khác biệt, không gian Hilbert của hệ tổ hợp là tích tensor của hai không gian Hilbert của hai hệ thành phần. Ví dụ, gọi A và B là hai hệ lượng tử, với các không gian Hilbert {\displaystyle {\mathcal {H}}_{A}} và {\displaystyle {\mathcal {H}}_{B}} tương ứng. Không gian Hilbert của hệ tổ hợp khi ấy bằng:
{\displaystyle {\mathcal {H}}_{AB}={\mathcal {H}}_{A}\otimes {\mathcal {H}}_{B}.}
Nếu trạng thái của hệ thứ nhất là vectơ {\displaystyle \psi _{A}} và trạng thái của hệ thứ hai là {\displaystyle \psi _{B}}, thì trạng thái của hệ tổ hợp là:
{\displaystyle \psi _{A}\otimes \psi _{B}.}
Tuy nhiên, không phải mọi trạng thái trong không gian Hilbert liên hợp {\displaystyle {\mathcal {H}}_{AB}} có thể được biểu diễn theo dạng này, bởi vì nguyên lý chồng chấp hàm ý rằng các tổ hợp tuyến tính của những "trạng thái tích" hay "tách được" cũng thỏa mãn. Chẳng hạn, nếu {\displaystyle \psi _{A}} và {\displaystyle \phi _{A}} là các trạng thái khả dĩ của hệ {\displaystyle A}, và tương tự {\displaystyle \psi _{B}} và {\displaystyle \phi _{B}} là các trạng thái khả dĩ của hệ {\displaystyle B}, thì:
{\displaystyle {\tfrac {1}{\sqrt {2}}}\left(\psi _{A}\otimes \psi _{B}+\phi _{A}\otimes \phi _{B}\right)}
cũng là một trạng thái liên hợp khả dĩ nhưng không tách được. Các trạng thái không tách được được gọi là vướng víu hay rối lượng tử.
Nếu trạng thái cho một hệ tổ hợp là rối (hay không tách được), không thể miêu tả được các hệ thành phần A hoặc hệ B bằng một vectơ trạng thái. Thay vào đó có thể xác định ma trận mật độ thu gọn miêu tả sự thống kê thu được bằng các phép đo trên từng hệ thành phần. Mặc dù thế phép đo làm mất thông tin: khi biết ma trận mật độ thu gọn của từng hệ thành phần là không đủ để tái dựng được trạng thái của hệ tổ hợp. Giống như ma trận mật độ xác định trạng thái của một hệ thành phần trong hệ lớn hơn, một cách tương tự, độ đo giá trị toán tử dương (POVM) miêu tả hiệu ứng trên một hệ thành phần của một phép đo thực hiện trên hệ lớn hơn. POVM được sử dụng thường xuyên trong lý thuyết thông tin lượng tử.
Như miêu tả ở trên, vướng víu lượng tử là một đặc trưng quan trọng của các tiến trình đo trong đó một thiết bị trở nên vướng víu với hệ được đo. Các hệ tương tác với môi trường mà chúng nằm trong thông thường bị vướng víu với môi trường đó, một hiện tượng được gọi là sự mất kết hợp lượng tử (quantum decoherence). Điều này giải thích tại sao, trong thực hành, các hiệu ứng lượng tử trở nên khó quan sát ở những hệ lớn hơn cấp độ vi mô.

### Sự tương đương giữa các hình thức luận
Có nhiều hình thức luận toán học tương đương trong cơ học lượng tử. Một trong những hình thức luận lâu đời nhất và phổ biến nhất đó là "lý thuyết biến đổi" do Paul Dirac đưa ra, lý thuyết này thống nhất và tổng quát hóa hai hình thức luận sớm nhất của cơ học lượng tử – cơ học ma trận (do Werner Heisenberg, Max Born, và Pascual Jordan đưa ra) và cơ học sóng (bởi Erwin Schrödinger). Một hình thức luận khác của cơ học lượng tử đó là hình thức luận tích phân lộ trình của Feynman, trong đó một biên độ xác suất cơ học lượng tử được xem như là tổng của tất cả các đường đi khả dĩ cổ điển và phi cổ điển giữa trạng thái ban đầu và trạng thái cuối cùng. Hình thức luận của Feynman được xem là dạng tương đương của nguyên lý tác dụng trong cơ học cổ điển.

### Đối xứng và các định luật bảo toàn
Toán tử Hamilton {\displaystyle H} còn được coi là toán tử sinh của sự tiến triển theo thời gian, vì nó xác định một toán tử tiến triển theo thời gian unita {\displaystyle U(t)=e^{-iHt/\hbar }} đối với mỗi giá trị của {\displaystyle t}. Từ sự liên hệ giữa {\displaystyle U(t)} và {\displaystyle H}, có thể thấy bất kỳ một đại lượng quan sát được nào {\displaystyle A} mà giao hoán với {\displaystyle H} sẽ được bảo toàn: giá trị kỳ vọng của nó sẽ không thay đổi theo thời gian. Phát biểu này được tổng quát hóa bằng toán học, rằng đối với bất kỳ một toán tử Hermit {\displaystyle A} có thể sinh một họ các toán tử unita được tham số hóa bởi biến {\displaystyle t}. Dưới sự tiến triển sinh bởi {\displaystyle A}, bất kỳ đại lượng quan sát được nào {\displaystyle B} mà giao hoán với {\displaystyle A} sẽ được bảo toàn. Hơn nữa, nếu {\displaystyle B} là bảo toàn trong sự tiến triển dưới {\displaystyle A}, thì {\displaystyle A} được bảo toàn dưới sự tiến triển sinh bởi {\displaystyle B}. Điều này hàm ý một phiên bản lượng tử của kết quả đã được chứng minh bởi nhà toán học Emmy Noether trong cơ học cổ điển (Lagrangian): đối với mỗi đối xứng khả vi của một toán tử Hamilton, tồn tại tương ứng một định luật bảo toàn.

## Các ví dụ

### Hạt tự do

Mật độ xác suất không gian vị trí của một bó sóng (wave packet) chuyển động một chiều tự do trong không gian.

Dạng đơn giản nhất của hệ lượng tử với một bậc tự do vị trí đó là hạt tự do chuyển động trên đường thẳng. Một hạt tự do không chịu tác động từ bên ngoài, do vậy toán tử năng lượng Hamilton của nó chỉ bao gồm động năng:
{\displaystyle H={\frac {1}{2m}}P^{2}=-{\frac {\hbar ^{2}}{2m}}{\frac {d^{2}}{dx^{2}}}.}
Nghiệm tổng quát của phương trình Schrödinger cho bởi
{\displaystyle \psi (x,t)={\frac {1}{\sqrt {2\pi }}}\int _{-\infty }^{\infty }{\hat {\psi }}(k,0)e^{i(kx-{\frac {\hbar k^{2}}{2m}}t)}\mathrm {d} k,}
hay là sự chồng chập của tất cả các sóng phẳng khả dĩ {\displaystyle e^{i(kx-{\frac {\hbar k^{2}}{2m}}t)}}, và là các trạng thái riêng của toán tử xung lượng với xung lượng {\displaystyle p=\hbar k}. Các hệ số chồng chập là {\displaystyle {\hat {\psi }}(k,0)}, chính là biến đổi Fourier của trạng thái lượng tử ban đầu {\displaystyle \psi (x,0)}.
Không tồn tại nghiệm là một trạng thái riêng xung lượng riêng lẻ, hoặc trạng thái riêng vị trí riêng lẻ, vì các nghiệm này là những trạng thái lượng tử không chuẩn hóa được. Thay vì thế, ta có thể xét một bó sóng Gauss:
{\displaystyle \psi (x,0)={\frac {1}{\sqrt[{4}]{\pi a}}}e^{-{\frac {x^{2}}{2a}}}}
mà có biến đổi Fourier, và do vậy phân bố xung lượng
{\displaystyle {\hat {\psi }}(k,0)={\sqrt[{4}]{\frac {a}{\pi }}}e^{-{\frac {ak^{2}}{2}}}.}
Ta thấy rằng khi ta thực hiện một sự phân tán nhỏ hơn trong vị trí, nhưng sự phân tán trong xung lượng lại trở lên lớn hơn. Ngược lại, bằng cách làm một bó sóng lớn hơn phân tán nhỏ hơn trong xung lượng, nhưng khi ấy sự phân tán trong vị trí lại lớn hơn. Điều này minh họa nguyên lý bất định.
Khi để bó sóng Gauss phát triển theo thời gian, ta thấy tâm của nó di chuyển trong không gian với vận tốc không đổi (giống như một hạt cổ điển không có lực tác dụng lên nó). Tuy nhiên, bó sóng cũng phân tán theo tiến trình thời gian, có nghĩa là vị trí trở lên càng bất định hơn. Tuy nhiên, độ bất định trong xung lượng trở lên không đổi.

### Hạt trong một hộp

Hộp thế năng 1 chiều (hay giếng thế vô hạn)

Hạt trong hộp thế năng một chiều là ví dụ đơn giản nhất về mặt toán học, nơi các giới hạn dẫn đến sự lượng tử hóa các mức năng lượng. Hộp được xác định có thế năng bằng 0 ở khắp nơi bên trong một vùng nhất định, và có thế năng lớn vô hạn khắp nơi bên ngoài vùng này.:77–78 Đối với trường hợp một chiều theo hướng {\displaystyle x}, phương trình Schrödinger độc lập thời gian được viết thành
{\displaystyle -{\frac {\hbar ^{2}}{2m}}{\frac {d^{2}\psi }{dx^{2}}}=E\psi .}
Với toán tử vi phân xác định bởi
{\displaystyle {\hat {p}}_{x}=-i\hbar {\frac {d}{dx}}}
phương trình trước gợi đến phương trình tương tự cho động năng cổ điển,
{\displaystyle {\frac {1}{2m}}{\hat {p}}_{x}^{2}=E,}
với trạng thái {\displaystyle \psi } trong trường hợp này có năng lượng {\displaystyle E} trùng với động năng của hạt.
Nghiệm tổng quát của phương trình Schrödinger cho hạt trong hộp là
{\displaystyle \psi (x)=Ae^{ikx}+Be^{-ikx}\qquad \qquad E={\frac {\hbar ^{2}k^{2}}{2m}}}
hoặc theo dạng công thức Euler,
{\displaystyle \psi (x)=C\sin(kx)+D\cos(kx).\!}
Tường thế vô hạn của hộp xác định các giá trị {\displaystyle C,D,} và {\displaystyle k} tại {\displaystyle x=0} và {\displaystyle x=L} với {\displaystyle \psi } phải bằng 0. Do đó, tại {\displaystyle x=0},
{\displaystyle \psi (0)=0=C\sin(0)+D\cos(0)=D}
và {\displaystyle D=0}. Tại {\displaystyle x=L},
{\displaystyle \psi (L)=0=C\sin(kL),}
trong đó {\displaystyle C} không thể bằng 0 do điều này sẽ mâu thuẫn với giả thuyết rằng {\displaystyle \psi } có chuẩn bằng 1. Do vậy, từ {\displaystyle \sin(kL)=0}, {\displaystyle kL} phải bằng số bội nguyên lần của {\displaystyle \pi }, hay
{\displaystyle k={\frac {n\pi }{L}}\qquad \qquad n=1,2,3,\ldots .}
Sự ràng buộc trên {\displaystyle k} hàm ý sự ràng buộc trên các mức năng lượng, thu được
{\displaystyle E_{n}={\frac {\hbar ^{2}\pi ^{2}n^{2}}{2mL^{2}}}={\frac {n^{2}h^{2}}{8mL^{2}}}.}
Một giếng thế hữu hạn là trường hợp tổng quát của bài toán giếng thế vô hạn đối với giếng thế có độ sâu hữu hạn. Bài toán giếng thế hữu hạn phức tạp hơn về mặt toán học so với bài toán hạt trong một hộp vô hạn vì hàm sóng không triệt tiêu tại các tường của giếng thế. Thay vào đó, hàm sóng phải thỏa mãn các điều kiện biên toán học phức tạp hơn khi nó khác 0 tại các vùng bên ngoài giếng thế. Các bài toán liên quan khác đó là rào thế hình vuông, một mô hình minh họa cho hiệu ứng xuyên hầm lượng tử đóng vai trò quan trọng trong sự hoạt động của các công nghệ hiện đại như bộ nhớ flash và kính hiển vi quét xuyên hầm.

### Dao động tử điều hòa

Một số quỹ đạo của một dao động tử điều hòa (như một quả cầu được gắn vào lò xo) trong cơ học cổ điển (A-B) và cơ học lượng tử (C-H). Trong cơ học lượng tử, vị trí của quả cầu được biểu diễn bằng một sóng (gọi là hàm sóng), với phần thực thể hiện bằng màu xanh và phần ảo thể hiện bằng màu đỏ. Một số quỹ đạo (như C, D, E, và F) là các sóng đứng (hay "trạng thái dừng"). Mỗi tần số sóng đứng tỉ lệ với mức năng lượng khả dĩ của dao động tử. Sự "lượng tử hóa năng lượng" này không có trong vật lý cổ điển, nơi các dao động tử có thể có năng lượng bất kỳ.

Như trong trường hợp cổ điển, thế cho dao động tử điều hòa lượng tử được cho bởi
{\displaystyle V(x)={\frac {1}{2}}m\omega ^{2}x^{2}.}
Bài toán này có thể giải trực tiếp từ phương trình Schrödinger, mà phương trình có dạng không tầm thường, hoặc sử dụng một phương pháp bậc thang đơn giản hơn do Paul Dirac nêu ra đầu tiên. Các trạng thái riêng được cho bởi
{\displaystyle \psi _{n}(x)={\sqrt {\frac {1}{2^{n}\,n!}}}\cdot \left({\frac {m\omega }{\pi \hbar }}\right)^{1/4}\cdot e^{-{\frac {m\omega x^{2}}{2\hbar }}}\cdot H_{n}\left({\sqrt {\frac {m\omega }{\hbar }}}x\right),\qquad }
{\displaystyle n=0,1,2,\ldots .}
với Hn là các đa thức Hermite
{\displaystyle H_{n}(x)=(-1)^{n}e^{x^{2}}{\frac {d^{n}}{dx^{n}}}\left(e^{-x^{2}}\right),}
và các mức năng lượng tương ứng là
{\displaystyle E_{n}=\hbar \omega \left(n+{1 \over 2}\right).}
Đây là một ví dụ khác minh họa sự rời rạc của năng lượng cho các trạng thái bị chặn.

### Giao thoa kế Mach–Zehnder

Sơ đồ giao thoa kế Mach–Zehnder.

Giao thoa kế Mach–Zehnder (MZI) minh họa các khái niệm chồng chập và giao thoa bằng đại số tuyến tính trong không gian hai chiều, hơn là bằng các phương trình vi phân. Có thể coi giao thoa kế là một phiên bản đơn giản của thí nghiệm hai khe, tuy thế nó cũng có những đặc điểm thú vị, chẳng hạn như trong thí nghiệm bộ xóa lượng tử lựa chọn trễ (delayed choice quantum eraser), thí nghiệm tưởng tượng kiểm tra sự hoạt động của quả bom bởi Elitzur–Vaidman (Elitzur–Vaidman bomb tester), và các nghiên cứu trong vướng víu lượng tử.
Chúng ta có thể mô hình một photon đi qua giao thoa kế bằng cách xem xét rằng tại mỗi điểm nó có thể ở trong sự chồng chập chỉ của hai đường đi: đường "phía dưới" bắt đầu từ bên trái, đi thẳng qua bộ tách chùm tia, và kết thúc ở bên trên, và đường "phía trên" bắt đầu từ đáy, đi thẳng qua bộ tách chùm tia, và kết thúc ở bên phải. Trạng thái lượng tử của photon do đó là một vectơ {\displaystyle \psi \in \mathbb {C} ^{2}} là sự chồng chập của đường "phía dưới" {\displaystyle \psi _{l}={\begin{pmatrix}1\\0\end{pmatrix}}} và đường "phía trên" {\displaystyle \psi _{u}={\begin{pmatrix}0\\1\end{pmatrix}}}, tức là, {\displaystyle \psi =\alpha \psi _{l}+\beta \psi _{u}} đối với các số phức {\displaystyle \alpha ,\beta }. Để đảm bảo điều kiện chuẩn hóa {\displaystyle \langle \psi ,\psi \rangle =1} hai số phức phải thỏa mãn {\displaystyle |\alpha |^{2}+|\beta |^{2}=1}.
Cả hai gương bán mạ được mô hình bằng ma trận unita {\displaystyle B={\frac {1}{\sqrt {2}}}{\begin{pmatrix}1&i\\i&1\end{pmatrix}}}, có nghĩa rằng khi một photon gặp một gương bán mạ nó sẽ ở trên cùng đường đi với biên độ xác suất {\displaystyle 1/{\sqrt {2}}}, hoặc bị phản xạ sang đường đi khác với biên độ xác suất {\displaystyle i/{\sqrt {2}}}. Bộ dịch chuyển pha ở nhánh phía trên được mô hình bằng ma trận unita {\displaystyle P={\begin{pmatrix}1&0\\0&e^{i\Delta \Phi }\end{pmatrix}}}, có nghĩa rằng nếu photon ở đường "phía trên" nó sẽ nhận được thêm một pha {\displaystyle \Delta \Phi }, và nó sẽ không thay đổi nếu nó ở đường phía dưới.
Một photon đi vào giao thoa kế từ bên trái sẽ bị tác động bởi một gương bán mạ {\displaystyle B}, một bộ dịch chuyển pha {\displaystyle P}, và một gương bán mạ khác {\displaystyle B}, và trạng thái cuối của nó bằng
{\displaystyle BPB\psi _{l}=ie^{i\Delta \Phi /2}{\begin{pmatrix}-\sin(\Delta \Phi /2)\\\cos(\Delta \Phi /2)\end{pmatrix}},}
và xác suất để nó bị phát hiện ở bên phải hoặc ở phía trên được cho bởi 
{\displaystyle p(u)=|\langle \psi _{u},BPB\psi _{l}\rangle |^{2}=\cos ^{2}{\frac {\Delta \Phi }{2}},}
{\displaystyle p(l)=|\langle \psi _{l},BPB\psi _{l}\rangle |^{2}=\sin ^{2}{\frac {\Delta \Phi }{2}}.}
Do đó chúng ta có thể dùng giao thoa kế Mach–Zehnder để ước tính dịch chuyển pha bằng cách tính ra các xác suất này.
Có điểm thú vị khi xem xét điều gì sẽ xảy ra nếu photon chắc chắn đi theo đường "phía dưới" hoặc "phía trên" giữa các gương bán mạ. Có thể thực hiện điều này bằng cách che bớt một đường, hoặc tương đương là bỏ đi một gương bán mạ (và chiếu photon từ trái hoặc bên dưới theo ý muốn). Trong cả hai trường hợp sẽ không có giao thoa giữa hai đường đi nữa, và các xác suất được cho bằng {\displaystyle p(u)=p(l)=1/2}, do vậy độc lập với sự dịch chuyển pha {\displaystyle \Delta \Phi }. Từ điều này chúng ta kết luận rằng photon không đi theo đường này hay đường kia sau khi rời khỏi gương bán mạ, mà thực sự nó ở trạng thái chồng chập của cả hai đường, một đặc điểm chỉ có ở cơ học lượng tử.

## Các ứng dụng
Cơ học lượng tử đã có sự thành công lớn trong giải thích nhiều đặc điểm của vũ trụ, nhắm tới các phạm vi nhỏ và các đại lượng rời rạc và các tương tác mà không thể giải thích bằng các phương pháp cổ điển. Cơ học lượng tử thường chỉ là lý thuyết có thể miêu tả được các hành xử của các hạt hạ nguyên tử cấu thành lên mọi dạng vật chất (electron, proton, neutron, photon, và các hạt khác). Vật lý trạng thái rắn và khoa học vật liệu chủ yếu hoàn toàn dựa vào cơ học lượng tử.
Ở nhiều khía cạnh các công nghệ hiện đại hoạt động ở phạm vi mà các hiệu ứng lượng tử trở lên quan trọng. Các ứng dụng quan trọng của lý thuyết lượng tử bao gồm hóa học lượng tử, quang học lượng tử, tính toán lượng tử, nam châm siêu dẫn, diode phát quang, khuếch đại quang học và laser, transistor và chất bán dẫn như vi xử lý, chụp ảnh nghiên cứu và y học như chụp cộng hưởng từ và kính hiển vi điện tử. Nhiều sự giải thích cho nhiều hiện tượng vật lý và sinh học có nguồn gốc từ bản chất của liên kết hóa học, như nổi bật nhất là đại phân tử DNA.

## Liên hệ với các lý thuyết khoa học khác

### Cơ học cổ điển
Các quy tắc của cơ học lượng tử khẳng định rằng không gian trạng thái của một hệ thống là một không gian Hilbert và rằng các đại lượng quan sát được của hệ là các toán tử Hermit tác dụng lên các vectơ trong không gian đó – mặc dù chúng không nói cho chúng ta biết không gian Hilbert nào hoặc toán tử nào. Những điều này có thể được chọn một cách phù hợp để có thể nhận được miêu tả định lượng về một hệ lượng tử, một bước cần thiết để đưa ra các dự đoán vật lý. Một hướng dẫn quan trọng cho việc thực hiện các lựa chọn này đó là sử dụng nguyên lý tương ứng, một phép toán suy nghiệm phát biểu rằng các tiên đoán của cơ học lượng tử trở thành các miêu tả của cơ học cổ điển trong vùng các số lượng tử lớn. Chúng ta cũng có thể bắt đầu từ thiết lập một mô hình cổ điển của một hệ đặc biệt, rồi thử đoán mô hình lượng tử ẩn dưới mà sẽ cho ra mô hình cổ điển trong giới hạn tương ứng. Cách tiếp cận này được biết đến là sự lượng tử hóa.
Khi cơ học lượng tử ban đầu được thiết lập, nó được áp dụng cho các mô hình mà giới hạn tương ứng là các mô hình cơ học cổ điển phi tương đối tính. Ví dụ, mô hình được biết đến nhiều đó là dao động tử điều hòa lượng tử sử dụng một biểu thức tường minh phi tương đối tính biểu diễn cho động năng của dao động tử, và do đó là một phiên bản lượng tử của dao động tử điều hòa cổ điển.
Các phức tạp xuất hiện cùng với các hệ nhiễu loạn, mà hệ không có các số lượng tử tốt để miêu tả, và lý thuyết nhiễu loạn lượng tử nghiên cứu các mối quan hệ giữa các cách miêu tả cổ điển và lượng tử trong những hệ này.
Sự mất kết hợp lượng tử là một cơ chế thông qua đó các hệ lượng tử mất đi tính kết hợp, và do đó không có khả năng thể hiện nhiều hiệu ứng lượng tử: sự chồng chập lượng tử trở lên đơn giản chỉ là sự trộn lẫn các xác suất, và vướng víu lượng tử trở thành các tương quan cổ điển đơn giản. Sự kết hợp lượng tử thường không tìm thấy ở quy mô vĩ mô, ngoại trừ ở một số mức nhiệt độ gần độ không tuyệt đối tại đó các hành xử lượng tử trở lên biểu hiện ở cấp độ lớn hơn.
Nhiều tính chất vĩ mô của một hệ cổ điển là hệ quả trực tiếp của hành xử lượng tử của từng thành phần của nó. Ví dụ, sự ổn định của một khối vật chất (chứa các nguyên tử và các phân tử mà sẽ nhanh chóng suy sập chỉ dưới ảnh hưởng của lực điện), tính cứng của vật rắn, và các tính chất cơ học, nhiệt, hóa học, quang học và từ học của vật chất tất cả đều là kết quả của tương tác giữa các điện tích dưới sự chi phối của các quy tắc cơ học lượng tử.

### Thuyết tương đối hẹp và điện động lực học
Những nỗ lực ban đầu để hợp nhất cơ học lượng tử với thuyết tương đối hẹp bao gồm việc thay thế phương trình Schrödinger bằng một phương trình hiệp biến như phương trình Klein–Gordon hoặc phương trình Dirac. Trong khi các lý thuyết này đã thành công trong việc giải thích nhiều kết quả thực nghiệm, chúng có những đặc điểm không phù hợp xuất phát từ việc lý thuyết bỏ qua việc sinh và hủy các cặp hạt tương đối tính. Một lý thuyết lượng tử tương đối tính đầy đủ đòi hỏi sự phát triển của lý thuyết trường lượng tử, ở đây áp dụng sự lượng tử hóa vào một trường (hơn là đối với một tập hợp các hạt cố định). Lý thuyết trường lượng tử hoàn thiện đầu tiên, điện động lực học lượng tử, cung cấp một miêu tả lượng tử đầy đủ về tương tác điện từ. Điện động lực học lượng tử là, cùng với thuyết tương đối rộng, một trong những lý thuyết vật lý chính xác nhất từng được đưa ra.
Thường không cần thiết phải dùng toàn bộ nội dung của lý thuyết trường lượng tử để miêu tả các hệ thống điện động lực. Một cách tiếp cận đơn giản hơn, mà đã từng được sử dụng từ lúc khai sinh ra cơ học lượng tử, đó là coi các hạt mang điện như là các đối tượng cơ học lượng tử bị tác động bởi một trường điện từ cổ điển. Ví dụ, mô hình lượng tử cơ bản của nguyên tử hydro miêu tả điện trường của nguyên tử hydro sử dụng một thế Coulomb cổ điển {\displaystyle \textstyle -e^{2}/(4\pi \epsilon _{_{0}}r)}. Cách tiếp cận "bán cổ điển" này trở lên không còn hiệu lực nếu các thăng giáng lượng tử trong trường điện từ đóng vai trò đáng kể, như ở sự phát ra các photon bởi các hạt điện tích.
Các lý thuyết trường lượng tử cho lực hạt nhân mạnh và lực hạt nhân yếu cũng đã được phát triển. Lý thuyết trường lượng tử của lực hạt nhân mạnh được gọi là sắc động lực học lượng tử, và nó miêu tả các tương tác của các hạt nhỏ hơn hạt nhân nguyên tử như các quark và gluon. Lực hạt nhân yếu và lực điện từ được thống nhất làm một, trong các dạng lượng tử của chúng, trở thành một lý thuyết trường lượng tử (được gọi là thuyết điện yếu), do các nhà vật lý Abdus Salam, Sheldon Glashow và Steven Weinberg phát triển.

### Liên hệ với thuyết tương đối tổng quát
Mặc dù các dự đoán của cả cơ học lượng tử và thuyết tương đối tổng quát đã được kiểm nghiệm nhiều lần bằng các chứng cứ thực nghiệm phức tạp và chặt chẽ, dạng thức luận của chúng lại mâu thuẫn với nhau và chúng đã được chứng minh là cực kỳ khó hợp nhất được với nhau thành một lý thuyết nhất quán và thống nhất. Hấp dẫn là rất nhỏ trong nhiều phạm vi của vật lý hạt, do đó sự thống nhất giữa thuyết tương đối rộng và cơ học lượng tử không phải là một vấn đề cấp bách trong các ứng dụng thực tế. Tuy nhiên, hiện chưa có một lý thuyết đúng đắn về hấp dẫn lượng tử là một vấn đề quan trọng trong vũ trụ học vật lý và sự tìm kiếm của các nhà vật lý đi đến một "lý thuyết vạn vật" (TOE) tao nhã. Do đó, mục tiêu giải quyết được những mâu thuẫn giữa hai lý thuyết là một trong những mục tiêu lớn của vật lý thế kỷ 20 và thế kỷ 21. Thuyết TOE sẽ kết hợp không chỉ các mô hình của vật lý hạt hạ nguyên tử nhưng cũng cho phép suy ra bốn lực trong tự nhiên từ một lực thống nhất hoặc một hiện tượng.
Một đề xuất nổi bật đó là lý thuyết dây, lý thuyết cho rằng các hạt điểm của vật lý hạt được thay thế bằng các đối tượng một chiều được gọi là dây. Lý thuyết dây miêu tả cách mà những dây này lan truyền trong không gian và tương tác với nhau. Trên những phạm vi khoảng cách lớn hơn phạm vi của dây, một dây sẽ trông giống như một hạt cơ bản bình thường, với khối lượng, điện tích, và các tính chất khác được xác định bởi các trạng thái rung động của dây. Trong lý thuyết dây, một trong nhiều các trạng thái rung động của dây tương ứng với hạt graviton, một hạt lượng tử truyền lực hấp dẫn.
Một lý thuyết phổ biến khác đó là hấp dẫn lượng tử vòng (LQG), lý thuyết miêu tả các tính chất lượng tử của hấp dẫn cũng như miêu tả không thời gian lượng tử. LQG cố gắng hợp nhất và chấp nhận cơ học lượng tử chuẩn và thuyết tương đối rộng chuẩn. Lý thuyết này miêu tả không gian như một tấm vải cực kỳ mịn được dệt bằng những vòng khép kín hữu hạn gọi là mạng lưới spin. Sự tiến triển của một mạng lưới spin theo thời gian được gọi là bọt spin. Độ dài đặc trưng của bọt spin bằng độ dài Planck, xấp xỉ 1,616×10−35 m, do vậy các độ dài và kích thước nhỏ hơn độ dài Planck không có ý nghĩa trong LQG.

## Ý nghĩa triết học
Kể từ khi ra đời, nhiều khía cạnh phản trực giác và kết quả của cơ học lượng tử đã gây ra các cuộc tranh luận triết học mạnh mẽ và nhiều cách giải thích khác nhau. Các lập luận tập trung vào bản chất xác suất của cơ học lượng tử, những khó khăn với sự suy sụp hàm sóng và vấn đề đo lường liên quan, và tính phi định xứ lượng tử. Có lẽ sự đồng thuận duy nhất tồn tại về những vấn đề này là không có sự đồng thuận nào cả. Richard Feynman từng nói, "Tôi nghĩ tôi có thể tự tin khi nói rằng không ai hiểu cơ học lượng tử." Theo Steven Weinberg, "Theo quan điểm của tôi, hiện nay không có cách giải thích nào hoàn toàn thỏa đáng về cơ học lượng tử."
Quan điểm của Niels Bohr, Werner Heisenberg và của các nhà vật lý khác thường được nhóm lại với nhau bằng cách "giải thích Copenhagen". Theo những quan điểm này, bản chất xác suất của cơ học lượng tử không phải là một đặc điểm tạm thời mà cuối cùng sẽ bị thay thế bởi một lý thuyết xác định, mà thay vào đó là sự từ bỏ ý tưởng cổ điển về "quan hệ nhân quả". Bohr đặc biệt nhấn mạnh rằng bất kỳ ứng dụng nào được xác định rõ ràng của hình thức luận cơ lượng tử phải luôn tham chiếu đến cách sắp xếp thí nghiệm, do bản chất bổ sung của bằng chứng thu được trong các tình huống thí nghiệm khác nhau. Cách giải thích kiểu Copenhagen vẫn còn phổ biến trong thế kỷ 21.
Bản thân Albert Einstein, một trong những người sáng lập thuyết lượng tử, đã gặp khó khăn khi lý thuyết rõ ràng không tuân theo một số nguyên lý siêu hình được ưa thích, như tính tất định và tính định xứ. Những cuộc trao đổi lâu dài của Einstein với Bohr về ý nghĩa và trạng thái của cơ học lượng được biết đến là tranh luận Bohr–Einstein. Einstein tin rằng bên dưới cơ học lượng tử phải có một lý thuyết không cho phép tồn tại tác dụng ở một khoảng cách từ xa (action at a distance). Ông cho rằng cơ học lượng tử là lý thuyết chưa đầy đủ, lý thuyết có giá trị đúng nhưng chưa ở mức cơ bản, tương tự như nhiệt động lực học là đúng, nhưng lý thuyết cơ bản bên dưới nó là cơ học thống kê. Năm 1935, Einstein và các cộng sự Boris Podolsky và Nathan Rosen công bố lập luận cho rằng nguyên lý định xứ hàm ý sự không hoàn chỉnh của cơ học lượng tử, sau đó một thí nghiệm tưởng tượng được đặt tên là nghịch lý Einstein–Podolsky–Rosen. Năm 1964, John Bell đã chỉ ra rằng nguyên lý định xứ của EPR, cùng với thuyết tất định, thực sự không tương thích với cơ học lượng tử: chúng ngụ ý những ràng buộc đối với các mối tương quan tạo ra bởi các hệ thống khoảng cách, ngày nay được gọi là các bất đẳng thức Bell, có thể bị vi phạm bởi các hạt vướng víu. Kể từ đó đã có một số thí nghiệm được thực hiện để kiểm tra các mối tương quan này, với kết quả thu được đúng là chúng vi phạm bất đẳng thức Bell, và do vậy bác bỏ sự kết hợp giữa tính định xứ và thuyết tất định.
Lý thuyết De Broglie–Bohm chỉ ra có thể viết lại hình thức luận của cơ học lượng tử để cho nó tương thích với thuyết tất định, nhưng với giá làm cho lý thuyết thể hiện rõ tính phi định xứ. Nó không chỉ quy một hàm sóng cho một hệ thống vật lý, mà còn cho một vị trí thực, tiến triển một cách xác định theo một phương trình hướng dẫn phi cục bộ. Sự tiến triển của một hệ thống vật lý được cho bởi ở mọi thời gian từ phương trình Schrödinger cùng với phương trình hướng dẫn; do vậy không bao giờ có sự suy sụp của hàm sóng. Điều này giải quyết vấn đề đo lường.
Cách giải thích đa thế giới của Everett, đưa ra vào năm 1956, cho rằng mọi xác suất miêu tả bởi thuyết lượng tử đồng thời xuất hiện trong một đa vũ trụ chứa các vũ trụ song song độc lập với nhau. Đây là hệ quả của việc xóa bỏ tiên đề về sự suy sụp bó sóng. Mọi trạng thái khả dĩ của hệ được đo và thiết bị đo, cùng với người quan sát, được biểu diễn trong sự chồng chập lượng tử vật lý thực. Trong khi đa vũ trụ là tất định, chúng ta chỉ nhận thức các hành xử phi tất định bị chi phối bởi các xác suất, bởi vì chúng ta không quan sát được đa vũ trụ một cách tổng thể, mà chỉ có thể quan sát được một vũ trụ song song ở một thời điểm. Chính xác cách thức hoạt động của điều này đã là chủ đề của nhiều cuộc tranh luận. Một số nỗ lực đã được thực hiện để hiểu điều này và rút ra quy tắc Born, mà không có sự đồng thuận về việc liệu chúng có thành công hay không.
Cơ học lượng tử quan hệ (Relational quantum mechanics) xuất hiện vào cuối thập niên 1990 như là một thuyết phái sinh hiện đại của những ý tưởng kiểu Copenhagen, và QBism được phát triển ở một vài năm về sau.

## Lịch sử

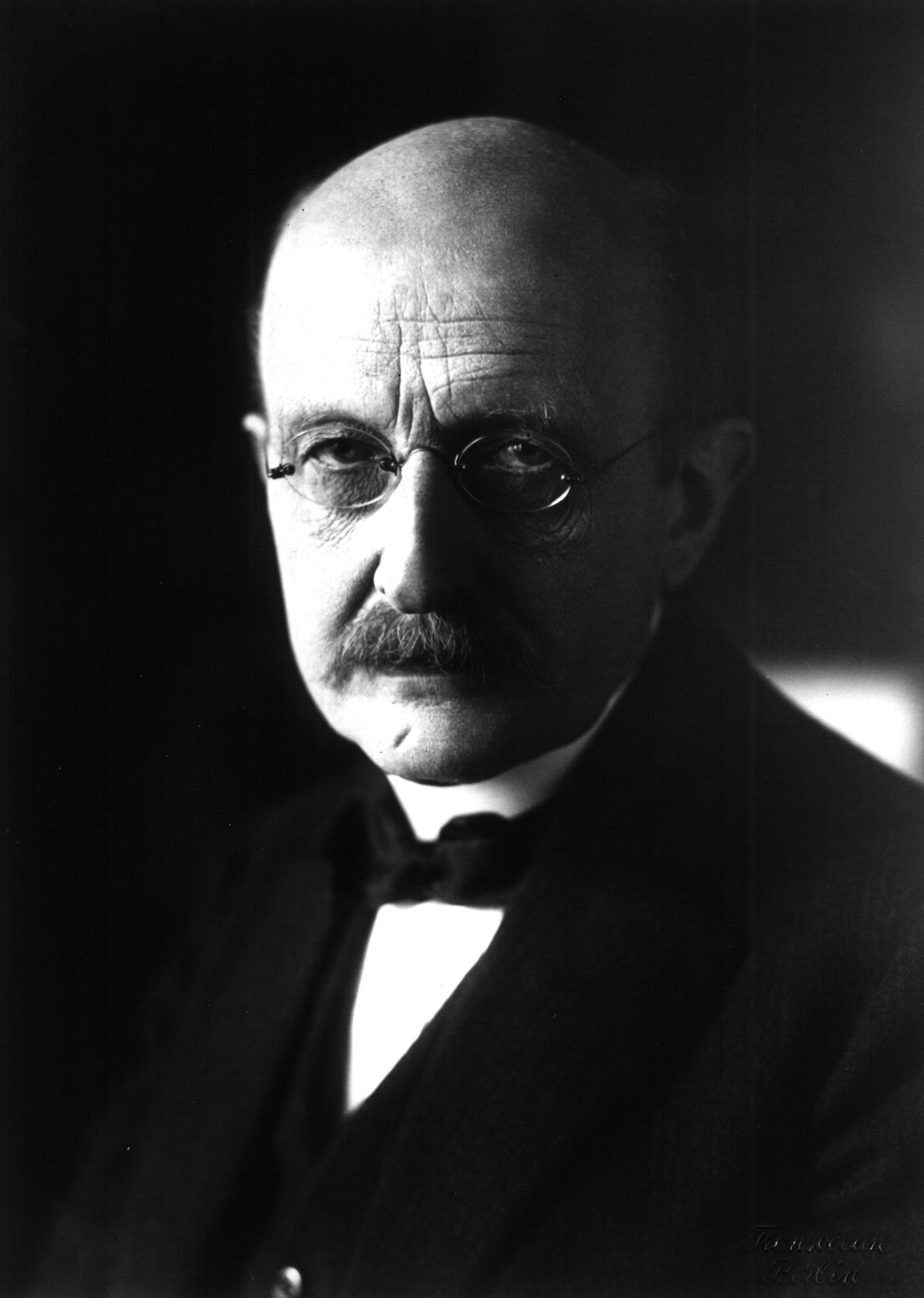
Max Planck được coi là cha đẻ của thuyết lượng tử.

Cơ học lượng tử được phát triển vào những thập kỷ đầu của thế kỷ 20, được thúc đẩy bởi nhu cầu giải thích các hiện tượng, trong một số trường hợp, đã được quan sát thấy trong thời gian trước đó. Nghiên cứu khoa học về bản chất sóng của ánh sáng bắt đầu vào thế kỷ 17 và 18, khi các nhà khoa học như Robert Hooke, Christiaan Huygens và Leonhard Euler đề xuất lý thuyết sóng của ánh sáng dựa trên các quan sát thực nghiệm. Năm 1803 nhà bác học Thomas Young người Anh miêu tả thí nghiệm hai khe nổi tiếng. Thí nghiệm này đóng vai trò quan trọng trong việc chấp nhận chung lý thuyết sóng của ánh sáng.
Vào đầu thế kỷ 19, các nghiên cứu khoa học của John Dalton và Amedeo Avogadro đã giúp củng cố thuyết nguyên tử của vật chất, một ý tưởng mà về sau được James Clerk Maxwell, Ludwig Boltzmann và nhiều nhà khoa học khác tiếp tục xây dựng để hình thành nên thuyết động học chất khí. Những kết quả của thuyết động học đã phần nào làm sáng tỏ quan điểm rằng vật chất được cấu tạo bởi nguyên tử, song, lý thuyết này vẫn còn những thiếu sót chỉ có thể giải quyết được nhờ sự phát triển của cơ học lượng tử. Dù khái niệm ban đầu về nguyên tử từ triết học Hy Lạp cho rằng chúng là đơn vị không thể chia nhỏ – cụm từ "nguyên tử" lấy từ nguyên gốc trong tiếng Hy Lạp có nghĩa là "không cắt nhỏ được" – nhưng thế kỷ 19 đã chứng kiến sự xuất hiện các giả thuyết về cấu trúc hạ nguyên tử. Một thành tựu quan trọng liên quan vấn đề này là quan sát của Michael Faraday năm 1838 về một lớp sáng được tạo ra nhờ phóng điện bên trong một ống thủy tinh chứa khí ở áp suất thấp. Công trình của Faraday sau đó tiếp tục được phát triển bởi Julius Plücker, Johann Wilhelm Hittorf và Eugen Goldstein dẫn đến sự nhận diện tia âm cực, vốn được J. J. Thomson phát hiện có chứa các hạt hạ nguyên tử mà về sau được gọi là electron.
Vấn đề bức xạ vật đen được Gustav Kirchhoff khám phá vào năm 1859. Đến năm 1900, Max Planck đưa ra giả thuyết rằng năng lượng được bức xạ và hấp thụ trong các "lượng tử" (hay gói năng lượng) rời rạc khớp chính xác với các dạng bức xạ vật đen quan sát được. Từ lượng tử bắt nguồn từ tiếng Latinh, có nghĩa là "lớn như thế nào" hoặc "bao nhiêu". Theo Planck, các đại lượng năng lượng có thể được coi chia thành các "phần tử" có độ lớn (E) tỷ lệ với tần số (ν) của chúng:
{\displaystyle E=h\nu \ },
với h là hằng số Planck. Planck thận trọng nhấn mạnh rằng đây chỉ là một khía cạnh của quá trình hấp thụ và phát xạ bức xạ và không phải là thực tại vật lý của bức xạ. Trên thực tế, ông coi giả thuyết lượng tử của mình là một thủ thuật toán học để có được câu trả lời đúng hơn là một khám phá lớn. Tuy nhiên, vào năm 1905, Albert Einstein đã giải thích giả thuyết lượng tử của Planck một cách thực tế và sử dụng nó để giải thích hiệu ứng quang điện, trong đó việc chiếu ánh sáng vào một số vật liệu nhất định có thể đẩy electron ra khỏi vật liệu. Niels Bohr sau đó đã phát triển ý tưởng của Planck về bức xạ thành một mô hình nguyên tử hydro mà đã dự đoán thành công các vạch quang phổ của hydro. Einstein phát triển thêm ý tưởng này để chỉ ra rằng một sóng điện từ như ánh sáng cũng có thể được mô tả như dạng hạt (sau này được gọi là photon), với một lượng năng lượng rời rạc phụ thuộc vào tần số của nó. Trong bài báo của ông "Về lý thuyết lượng tử của bức xạ," Einstein đã mở rộng sự tương tác giữa năng lượng và vật chất để giải thích sự hấp thụ và phát xạ năng lượng của các nguyên tử. Mặc dù vào thời điểm đó, thuyết tương đối rộng của ông đã làm lu mờ vấn đề này, bài báo này đã trình bày rõ cơ chế cơ bản của sự phát xạ kích thích, mà trở thành cơ chế cơ bản của laser về sau.
Giai đoạn này được biết đến như là thuyết lượng tử cũ. Không bao giờ hoàn chỉnh hoặc tự nhất quán, lý thuyết lượng tử cũ đúng hơn là một tập hợp các hiệu chỉnh heuristic đối với cơ học cổ điển. Lý thuyết hiện nay được hiểu là một phép gần đúng bán cổ điển đối với cơ học lượng tử hiện đại. Các kết quả đáng chú ý từ thời kỳ này bao gồm, ngoài công trình của Planck, Einstein và Bohr đã đề cập ở trên, công trình của Einstein và Peter Debye về nhiệt dung riêng của chất rắn, chứng minh của Bohr và Hendrika Johanna van Leeuwen rằng vật lý cổ điển không thể giải thích cho hiện tượng nghịch từ, và sự mở rộng của Arnold Sommerfeld về mô hình Bohr để bao gồm các hiệu ứng tương đối tính đặc biệt.

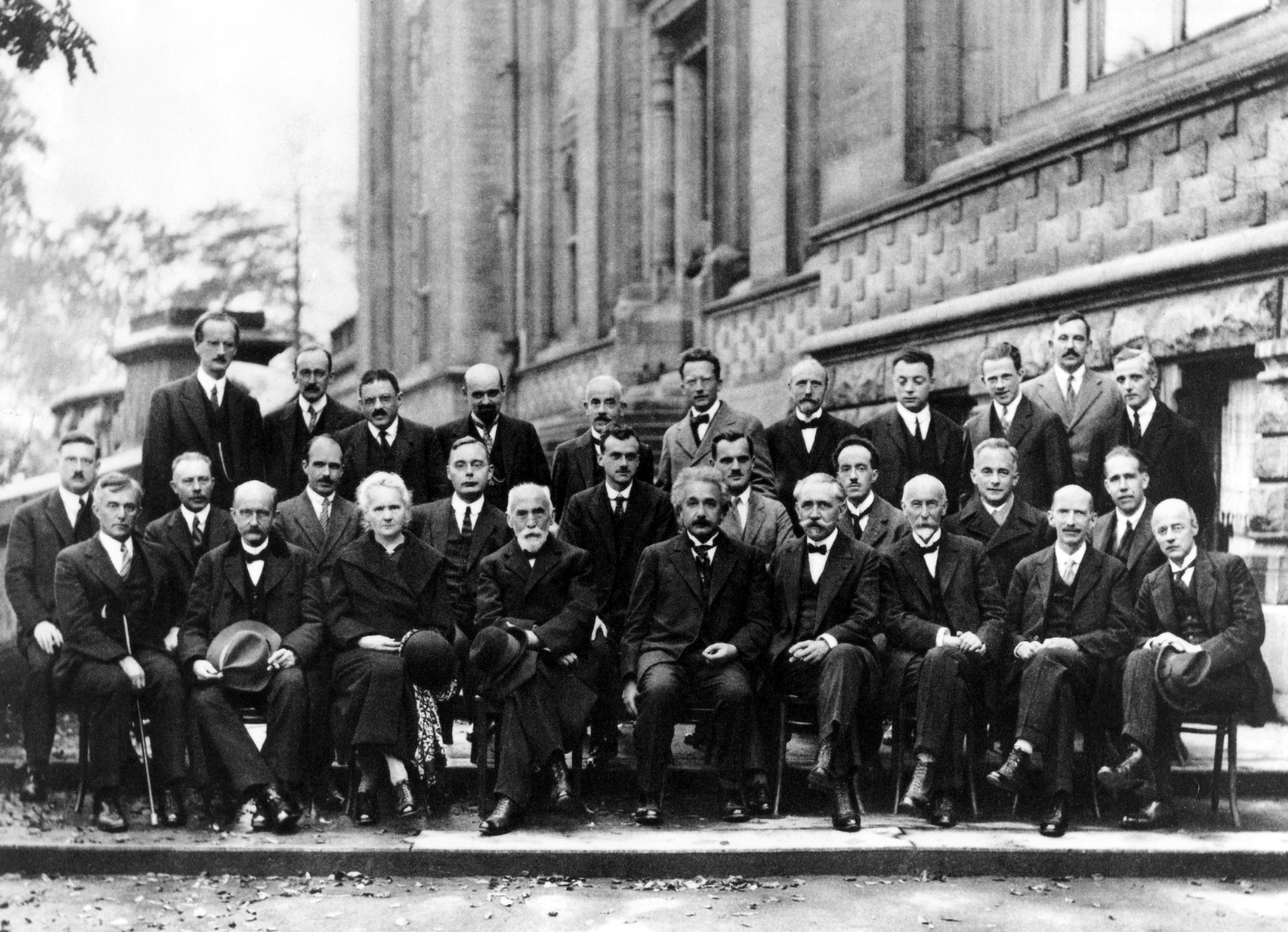
Hội nghị Solvay năm 1927 tại Brussels là hội nghị vật lý thế giới lần thứ năm.

Vào giữa những năm 1920, cơ học lượng tử đã được phát triển để trở thành lý thuyết tiêu chuẩn cho vật lý nguyên tử. Năm 1923, nhà vật lý người Pháp Louis de Broglie đưa ra lý thuyết của mình về sóng vật chất bằng cách phát biểu rằng các hạt có thể biểu hiện các đặc tính của sóng và ngược lại. Dựa trên cách tiếp cận của de Broglie, cơ học lượng tử hiện đại ra đời vào năm 1925, khi các nhà vật lý người Đức Werner Heisenberg, Max Born, và Pascual Jordan phát triển cơ học ma trận và nhà vật lý người Áo Erwin Schrödinger phát minh ra cơ học sóng. Born đã giới thiệu cách giải thích xác suất của hàm sóng Schrödinger vào tháng 7 năm 1926. Do đó, toàn bộ lĩnh vực vật lý lượng tử đã xuất hiện, dẫn đến việc nó được chấp nhận rộng rãi hơn tại hội nghị Solvay lần thứ năm vào năm 1927.
Đến năm 1930, cơ học lượng tử đã được David Hilbert, Paul Dirac và John von Neumann thống nhất và toán học hóa hơn nữa với sự nhấn mạnh nhiều hơn vào phép đo, bản chất thống kê của kiến thức về thực tế của chúng ta và suy đoán triết học về 'người quan sát'. Kể từ đó, nó đã thâm nhập vào nhiều ngành, bao gồm hóa học lượng tử, điện tử lượng tử, quang học lượng tử và khoa học thông tin lượng tử. Nó cũng cung cấp một khuôn khổ hữu ích cho nhiều đặc điểm của bảng tuần hoàn các nguyên tố hiện đại, và mô tả hành vi của các nguyên tử trong quá trình liên kết hóa học và dòng electron trong chất bán dẫn máy tính, và do đó đóng vai trò quan trọng trong nhiều công nghệ hiện đại. Trong khi cơ học lượng tử được xây dựng để mô tả thế giới rất nhỏ, nó cũng cần thiết để giải thích một số hiện tượng vĩ mô chẳng hạn như chất siêu dẫn và siêu lỏng.